# Campionat de Catalunya de futbol 1937-1938
La temporada 1937-38 del Campionat de Catalunya de futbol fou la trenta-novena edició de la competició. Fou disputada la temporada 1937-38 pels principals clubs de futbol de Catalunya.

## Primera Categoria

### Classificació final
| Pos | Equip            | PJ | PG | PE | PP | GF | GC | DG  | Pts | Classificació                |
| --- | ---------------- | -- | -- | -- | -- | -- | -- | --- | --- | ---------------------------- |
| 1   | FC Barcelona (C) | 14 | 10 | 1  | 3  | 42 | 13 | +29 | 21  | Campió                       |
| 2   | CE Júpiter (R)   | 14 | 9  | 0  | 5  | 38 | 20 | +18 | 18  | Descens administratiu (Nota) |
| 3   | FC Badalona      | 14 | 8  | 2  | 4  | 32 | 19 | +13 | 18  |                              |
| 4   | CE Europa (R)    | 14 | 8  | 1  | 5  | 33 | 19 | +14 | 17  | Descens administratiu (Nota) |
| 5   | Girona FC        | 14 | 6  | 2  | 6  | 28 | 24 | +4  | 14  |                              |
| 6   | CE Espanyol      | 14 | 5  | 2  | 7  | 28 | 36 | −8  | 12  |                              |
| 7   | Granollers SC    | 14 | 3  | 2  | 9  | 19 | 51 | −32 | 8   |                              |
| 8   | CE Sabadell      | 14 | 1  | 2  | 11 | 14 | 52 | −38 | 4   |                              |

Aquesta temporada s'amplià la categoria a 8 equips. La competició es disputà en plena guerra. El FC Barcelona es proclamà campió.
Com la temporada anterior, no es disputà cap competició espanyola, però tampoc es va poder disputar la Lliga Mediterrània. Es decidí, per tant, disputar una Lliga Catalana. Es classificaren els tres primers classificats del Primera A i B (Barcelona, Júpiter, Badalona, Sants, Manresa i Avenç). Els 5 clubs restants de Primera A i Primera B, i els dos millors de Segona disputaren unes eliminatòries d'on en sortiren els quatre darrers classificats:.
- Grup A: FC Martinenc 6 punts, CE Europa 4 punts, Gràcia EC 0 ounts i Girona FC 0 punts.
- Grup B: CE Espanyol 4 punts, UA d'Horta 2 punts, Vic FC 0 punts i Granollers SC es retirà.
- Grup C: Iluro SC 2 punts, AC Carmel 2 punts, CE Sabadell FC 2 punts i FC Terrassa es retirà.

Europa, Espanyol, Martinenc i Iluro de Mataró assoliren la classificació.
Pel que fa als ascensos i descensos, la nova Federació constituïda pel govern feixista, vencedor de la guerra, no reconegué els campionats disputats durant la guerra a la zona republicana i va inscriure a la competició els equips que en tenien dret l'estiu del 1936. Per aquest motiu, Europa i Júpiter perderen la categoria respecte al darrer campionat català.

### Resultats finals
- Campió de Catalunya: FC Barcelona
- Classificats per Lliga Catalana: FC Barcelona, CE Júpiter, FC Badalona, CE Europa, CE Espanyol, UE Sants, CE Manresa, Avenç de l'Esport, FC Martinenc i Iluro SC
- Descensos: CE Júpiter i CE Europa
- Ascensos: Cap

## Segona Categoria
Abans de finalitzar la temporada anterior, la Unió Esportiva Sant Andreu recuperà el seu antic nom d'Avenç de l'Esport. La segona categoria catalana (Primera Categoria B) la formaren 8 clubs. La classificació final fou:

| Pos | Equip             | PJ | PG | PE | PP | GF | GC | DG  | Pts | Classificació                |
| --- | ----------------- | -- | -- | -- | -- | -- | -- | --- | --- | ---------------------------- |
| 1   | UE Sants (C)      | 14 | 14 | 0  | 0  | 57 | 21 | +36 | 28  | Campió                       |
| 2   | CE Manresa (R)    | 14 | 9  | 2  | 3  | 50 | 31 | +19 | 20  | Descens administratiu (Nota) |
| 3   | Avenç de l'Esport | 14 | 7  | 2  | 5  | 38 | 28 | +10 | 16  |                              |
| 4   | FC Martinenc      | 14 | 7  | 2  | 5  | 48 | 24 | +24 | 16  |                              |
| 5   | Terrassa FC       | 14 | 4  | 2  | 8  | 29 | 42 | −13 | 10  |                              |
| 6   | Gràcia EC (R)     | 14 | 4  | 2  | 8  | 20 | 35 | −15 | 10  | Descens administratiu (Nota) |
| 7   | UA Horta          | 14 | 3  | 2  | 9  | 24 | 46 | −22 | 8   |                              |
| 8   | Vic FC            | 14 | 1  | 2  | 11 | 26 | 65 | −39 | 4   |                              |

La Unió Esportiva de Sants es proclamà campiona, amb tots els partits disputats finalitzats amb victòria.

## Tercera Categoria
La tercera categoria catalana s'anomenà Segona Categoria (es fusionaren en una única categoria la Preferent i l'Ordinària). El Sant Cugat FC adoptà la denominació de Pins del Vallès FC. La classificació final fou:

| Pos | Equip                | PJ | PG | PE | PP | GF | GC | DG  | Pts | Classificació |
| --- | -------------------- | -- | -- | -- | -- | -- | -- | --- | --- | ------------- |
| 1   | Iluro SC (C)         | 14 | 11 | 1  | 2  | 57 | 26 | +31 | 23  | Campió        |
| 2   | AC Carmel            | 14 | 8  | 2  | 4  | 43 | 31 | +12 | 18  |               |
| 3   | UE Poble Sec         | 14 | 7  | 0  | 7  | 30 | 44 | −14 | 14  |               |
| 4   | CS Hospitalet        | 13 | 6  | 2  | 5  | 31 | 26 | +5  | 14  |               |
| 5   | Mollet SC            | 13 | 5  | 1  | 7  | 28 | 23 | +5  | 11  |               |
| 6   | Pins del Vallès FC   | 14 | 5  | 1  | 8  | 38 | 31 | +7  | 11  |               |
| 7   | FC Empordanès        | 14 | 4  | 2  | 8  | 23 | 45 | −22 | 10  |               |
| 8   | US Atlètic Fortpienc | 14 | 3  | 3  | 8  | 22 | 46 | −24 | 9   |               |

Es proclamà campió l'Iluro Sport Club de Mataró.